# Phalops gallanus
Phalops gallanus là một loài bọ cánh cứng trong họ Bọ hung (Scarabaeidae).